# Тай-кадайские языки
Тай-кадайские языки (тайско-кадайские, дун-тайские, паратайские, кра-дайские) — семья языков, носители которой расселены на значительной части полуострова Индокитай и в прилегающих районах юга КНР.
Число носителей — около 93 млн, но 60 % из них составляют говорящие по-тайски.

## Генеалогические связи
Большинством лингвистов считается отдельной языковой семьёй. Идею Пола Бенедикта о генетической связи тайских и кадайских языков также поддерживают многие (но не все) специалисты
В XIX веке тайские языки считались ветвью сино-тибетской семьи языков; эта гипотеза до сих пор распространена в КНР, однако была отвергнута лингвистическим сообществом в 1940-х. При этом их либо объединяют с китайским языком в одну из подгрупп сино-тибетской семьи, либо выделяют как обособленную подгруппу, наиболее отклоняющуюся от других языков этой семьи (Р. Шейфер).
Согласно другой гипотезе, предложенной Полом Бенедиктом, тайские языки родственны австронезийским языкам, а их сходство с китайским языком объясняется позднейшими влияниями. Методология Бенедикта была раскритикована Грэмом Тёргудом; исследования 2000-х годов, тем не менее, показывают наличие генетической связи между тайскими и австронезийскими, хотя точная природа этой связи остаётся неизвестна.
Сторонники макрокомпаративистики предполагают вхождение тай-кадайских языков в аустрическую макросемью.

## Прародина
Первые исторически достоверные сведения о передвижении тайских народов относятся к XII—XIII вв., когда предки сиамцев, лао и шанов заселили современную территорию обитания. Предполагается, что прародиной тайских языков была территория современной провинции Гуандун и северных районов Вьетнама (А. Ж. Одрикур, С. Е. Яхонтов). Отсюда предки народа ли переселились на остров Хайнань, а предки дуншуйских народов — в Гуйчжоу и Гуанси (около 3 тыс. лет назад), куда на 1000 лет позже продвинулись и предки чжуан.

## Внутренняя классификация
Тай-кадайские языки делятся на следующие основные группы:
- Тайские языки
  - северная подгруппа
    - северные диалекты чжуанского языка
    - буи
    - сэк

  - центральная подгруппа
    - тай (тхо)
    - нунг
    - южные диалекты чжуанского языка

  - юго-западная подгруппа
    - тайский (сиамский)
    - лаосский
    - шанский
    - кхамти
    - ахомский
    - языки черных и белых тай
    - юан
    - лы
    - кхын
- Дун-шуйские языки
  - дун
  - шуй
  - мак
  - тхен
- Лаккья
- бяо
- Кадайские языки
  - языки гэлао (северный и южный)
  - лати
  - лаха
  - кабяо (лакуа)
  - языки буянг
    - яхронг
    - энь
    - паха
- языки бе
  - бе
  - цзичжао
- хлай (ли)
- цзямао[англ.]

Родство кадайских языков (кроме ли) с тайскими языками весьма вероятно.
Наиболее крупными языками являются: тайский язык (27 млн), исанский язык (20 млн), чжуанский язык (10 млн), лаосский язык (3,5 млн), шанский язык (3 млн).

### Эдмондсон и Солнит
В 1988 году Дж. Эдмондсоном и Д. Солнитом была сделана классификация, выделяющая кам-тайскую ветвь:
|  | лаккья–бяо  |
|  |             |
|  | кам-суйские |
|  |             |

|  | бе      |
|  |         |
|  | тайские |
|  |         |

|  | лаккья–бяо  |
|  |             |
|  | кам-суйские |
|  |             |

|  | бе      |
|  |         |
|  | тайские |
|  |         |

|  | лаккья–бяо  |
|  |             |
|  | кам-суйские |
|  |             |

|  | бе      |
|  |         |
|  | тайские |
|  |         |

|  | лаккья–бяо  |
|  |             |
|  | кам-суйские |
|  |             |

|  | бе      |
|  |         |
|  | тайские |
|  |         |

Эта классификация используется в Ethnologue, хотя с 2009 года язык лаккья был перенесён в третью ветвь кам-тайской группы, а бяо был перемещён в кам-суйскую группу.

## Письменность
Большинство письменностей тай-кадайских языков восходит к индийскому письму. Их можно разделить на два объединения: «восточные» (сиамская, лаосская, чёрных и белых тай, юан, лы, кхын) и «западные» (шанская и ахом). Первые, созданные до XIII в., отражают исторический принцип в орфографии. 
По происхождению сиамская, лаосская, письменности чёрных и белых тай восходят к кхмерской, шанская, юан, лы и кхын — к бирманской. Первый памятник тайской письменности — надпись на стеле Рамакхамхаенга (1292). У чжуан в прошлом была письменность, созданная на основе китайских иероглифов, которая вышла из употребления. Во второй половине XX в. для языков чжуан, дун и хлай в КНР и для тай и нунг во Вьетнаме были созданы письменности на основе латиницы.

## Лингвистические черты
Все тай-кадайские языки типологически близки между собой и относятся к изолирующим. 

### Фонетика и фонология
Их фонологические системы по своему строю единообразны. Слог может быть открытым и закрытым. В закрытых слогах противопоставляются долгие и краткие гласные. В открытых первоначально были возможны только долгие гласные, но в некоторых тайских языках позднее развилось противопоставление по долготе/краткости. В начале слога может быть любой согласный, а в некоторых языках (тайский, чжуанский, сек) и определённые стечения смычных с сонантами r, l. В прототайском стечений согласных было больше, но в современных языках они упростились. Заканчивать слог могут только смычные p, t, k, соответствующие им сонанты, а также w, j. В языке сек сохранился конечный l, существовавший в прототайском. 
Все тай-кадайские языки — тональные. В прототайском в открытых слогах и слогах, оканчивающихся на носовой согласный, могло быть 3 тона. Затем каждый из них стал произноситься в высоком и низком вариантах, а число инициалей уменьшилось. В современных тайских языках тоны перестроились, а в некоторых из них часть тонов совпала.

### Морфология
В этих языках в большинстве случаев морфема совпадает со слогом. Исключения представлены главным образом редупликациями и заимствованиями. Словоизменение отсутствует. Морфемы делятся на знаменательные и служебные. Аффиксация развита слабо. Части речи выделяются по дистрибуционному признаку. Грамматические формы образуются аналитически, то есть при помощи служебных слов.
Способы словообразования во всех языках сходны. Наиболее часто используется корнесложение, а также часто́ использование так называемых «слов-аффиксов» (термин А. А. Драгунова). Настоящие аффиксы встречаются в очень небольшом количестве и не во всех из этих языков.

### Синтаксис
Синтаксис этих языков, в целом, единообразен. Отношения между членами предложения указываются порядком слов или служебными словами. Подлежащее предшествует сказуемому, дополнение находится после глагола, определение — после определяемого. 
В языках кхамти и чжуанском обычный порядок слов иногда нарушается как итог заимствования синтаксических конструкций из других языков (в кхамти — из ассамского, в чжуанском из — китайского).

## История изучения
Изучение тай-еадайских языков началось в 1-й половине XIX в., когда были написаны словари и грамматики сиамского языка. До начала XX в. публиковались главным образом материалы по вновь открытым языкам. Сравнительно-историческое изучение было начато А. Масперо (1911) и продолжено К. Вулфом, Бенедиктом, Ли Фангуем, Одрикуром, Шейфером и др. Во второй половине 40-х гг. XX в. начала изучаться типология тай-кадайских языков (Ф. Мартини). В 50-х гг. появилось значительное количество работ по тай-кадайским языкам Китая, принадлежащих китайским исследователям. В СССР изучение тай-кадаййских языков началось со 2-й половины 40-х гг (работы Л. Н. Морева, Ю. Я. Плама, А. А. Москалева, С. Е. Яхонтова).